# Allorrhina viridicans
Allorrhina viridicans är en skalbaggsart som beskrevs av Thierry Bourgoin 1911. Allorrhina viridicans ingår i släktet Allorrhina och familjen Cetoniidae. Inga underarter finns listade i Catalogue of Life.